# Roman Verkhovskoï
 (juin 2018).
Roman Nikolaïevitch Verkhovskoï (en russe : Верховской, Роман Николаевич) ou Verkhovski, né à Vilnius le 29 janvier 1881 et mort à New York le 30 janvier 1968, est un architecte, peintre et sculpteur russe.
Il est l'un des plus célèbres architectes russes ayant pratiqué son art à l'étranger : émigré en Serbie en 1921 à la suite de la Révolution russe, il s'est ensuite installé aux États-Unis d'Amérique à partir de 1937. Il y est connu surtout pour la construction d'édifices religieux dans un style traditionnel russe. Parmi ses œuvres, il a notamment construit l'ossuaire et le monument à la mémoire des défenseurs de Belgrade, l'église-monument Alexandre Nevski et l'église Saint-Vladimir à Cassville (maintenant connue comme Jackson) au New Jersey.

## Biographie
Fils de Nikolaï Petrovitch Verkhovskoï et d'Olga Petrovna Brianski, il appartenait à une famille de noblesse ancienne russe. Il prétendait que sa famille descendait d'un riourikide, le prince Mstislav Udalov, qui aurait été l'ancêtre souche de trois familles nobles russes, les Loupandine, les Vikentiev et les Verkhovskoï. Diplômé de l'Académie Impériale des Beaux-Arts de Saint-Pétersbourg, il obtint en 1912 la plus haute récompense en architecture. Parti comme volontaire au front en 1914 lors de la Première Guerre mondiale, il fut promu au rang d'officier ; il est à Vyborg au moment de la Révolution, puis participe à la Guerre Civile dans les rangs de l'armée blanche avant de se replier dans le Caucase. Il est décoré en Russie de l'ordre de Saint-Stanislas et de l'ordre de Sainte-Anne de seconde classe ainsi que de l'ordre perse du Lion et du Soleil.
Il quitte la Russie en 1920, passe par Constantinople et se rend en Serbie en 1921 avec quelque 40 000 russes émigrés. Il y réalise des projets monumentaux et quelques immeubles, faisant partie d'un groupe d'environ 35 architectes et ingénieurs russes qui alternaient commandes publiques ou privées ; à ce titre, il reçoit l'ordre royal de Saint-Sava de troisième classe des mains du roi de Serbie. Avant la Seconde Guerre mondiale, il part pour les États-Unis où il devient à partir d'avril 1941 l'architecte conseil du siège du métropolite de l’Église orthodoxe pour toute l'Amérique et le Canada ; de 1937 à 1960, il exécute 26 projets d'églises aux États-Unis dont 12 furent réalisés. Il fait valoir l'importance de la tradition russe dans l'architecture et la peinture religieuses, en particulier dans un contexte d'émigration. Il termine sa vie assisté par la Tolstoï Foundation à Valley Cottage, New York et meurt le 30 janvier 1968 à l'hôpital de Central Islip Psychiatric Center (en) de Long Island.

## Œuvres
Pendant son exil à Belgrade, certaines de ses toiles sont acquises par le roi Alexandre Ier de Yougoslavie, russophile et diplômé du corps des Pages de Saint-Pétersbourg ; c’est d’après les projets de Roman qu’ont été érigés un certain nombre de monuments,, dans un style traditionnel essentiellement, parmi lesquels :
- les Défenseurs de Belgrade 1914-1918 de 18 m de haut dans le nouveau cimetière (projet gagné en 1925 et réalisé en 1931)
- « À l’Empereur Nicolas II et aux soldats russes 1914-1918 », le Monument à la Gloire Russe dans un cimetière orthodoxe érigé en 1935 et restauré de 2012 à 2014 (la Nécropole Russe consacrée à des membres du Corps Expéditionnaire Russe morts en Salonique et d'officiers de batteries d'artillerie morts au siège de Belgrade, où Vladimir Poutine a déposé une gerbe en octobre 2014) avec l'archange Saint Michel à son sommet
- la composition architecturale du bâtiment de l’église russe de Belgrade
- la décoration décorative et sculpturale du nouveau bâtiment du parlement
- une sculpture monumentale devant le bâtiment de l'Assemblée nationale
- une fontaine monumentale représentant Hercule créée en 1933 dans le parc Topčider et dédiée à « la vie et la liberté » et la fontaine en bronze « Laocoon » de 3,20 m de hauteur
- en 1928 la façade Art Nouveau du bâtiment Avakumovitch (au 34 rue Knez Mikhailova au cœur de Belgrade) et
- la décoration du palais royal à Dedinje.

En 1926, il publia un livre illustré de photographies sur ses œuvres de la période de 1923 à 1926 et en 1930, il organise une exposition sur "Les Arts Russes en exil", avec d'autres résidents russes à Belgrade et la participation de Ilia Répine, Benois, Ivan Bilibine, Gontcharova, Korovine, Somov, etc.
Durant son exil américain, il se concentra sur les monuments religieux. Sont particulièrement célèbres :
- l’église-monument Saint-Alexandre-Nevsky à Lakewood, Jackson (New Jersey) ;
- l'église Saint-Vladimir[4] pour ce qui était alors l’Église Russe unie en Amérique, à Cassville, maintenant connue comme Jackson, NJ, dans sa conception originelle et sa construction de 1938 à 1948, (inscrite au Registre National de l'Inventaire des Lieux Historiques[5], elle devait être l'une des plus grandes églises russes aux USA et était inspirée de Sainte-Sophie de Kiev vers 1037 avec des solutions de renforcement des toits pour soutenir le poids de la neige basées sur des pratiques de Novgorod ;
- l'église serbe à Steubenville, Ohio ;
- l’église de la Sainte Trinité du monastère russe de Jordanville (en), Herkimer County (État de New York) qui utilise le concept de la tente du XIIe siècle et qui est réputé pour la qualité de son iconographie à l'intérieur de l'église (le monastère est inscrit depuis le 15 juillet 2011 au National Register of Historical Places) ;
- la chapelle du monastère de Saint Tikhon, à Canaan (en), Pennsylvanie ;
- le projet de l’église « Sophia » (Église grecque d’Amérique) ;
- en 1954 le projet du premier temple bouddhiste des États-Unis et le projet de la cathédrale russe de New York ainsi en 1956 du projet de cathédrale à Los Angeles ;
- il a travaillé aussi à la réalisation d'iconostases (voir l’église de Yonkers, N.Y., l’église Saint-Jean-Baptiste à Spring Valley N.Y. en 1955 et le Monastère de la Sainte Trinité à Jordanville) et d'icônes.

Il a fait valoir l'importance de la tradition dans l'architecture et la peinture religieuses, en particulier dans un contexte d'émigration. Il a en effet écrit sur son art et dit qu'il « servait les autres de toutes ses forces par son art, souvent de manière désintéressée. À présent cet art est consacré à la reproduction créative des magnifiques églises anciennes ». Il remarquait aussi que « la vieille émigration russe des villes de province, notamment des provinces plus pauvres de l'Ouest n'était pas habituée à la beauté et à la richesse des plus vieilles églises russes de Kiev, Novgorod et Moscou. Ainsi en dépit de leurs convictions religieuses et de leur désir sincère de donner de l'argent pour avoir leurs propres églises, ils trouvent extrêmement difficile de choisir la bonne conception et le bon dessin et souvent – selon les témoignages de dirigeants de notre église – ils tombent dans les mains de conseillers peu scrupuleux ». Aussi Roman se présentait-il comme un sachant, socialement et intellectuellement, et mettait en exergue sa rigueur et sa capacité à satisfaire des objectifs d'authenticité dans l'architecture religieuse.